# الاتحاد الأيتولي

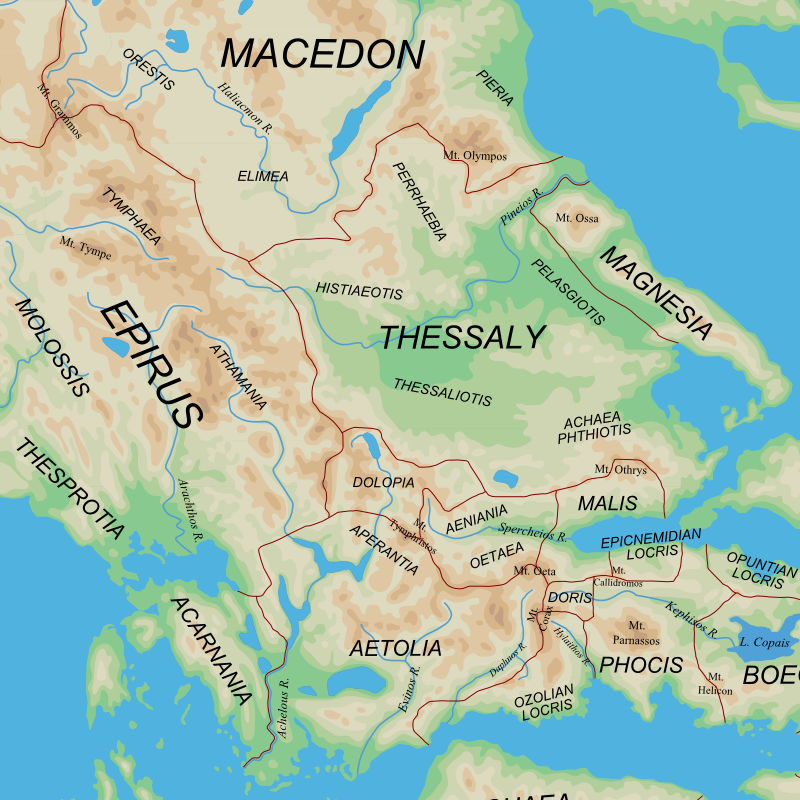
المناطق القديمة في وسط اليونان بما في ذلك أيتوليا، قبل توسعها

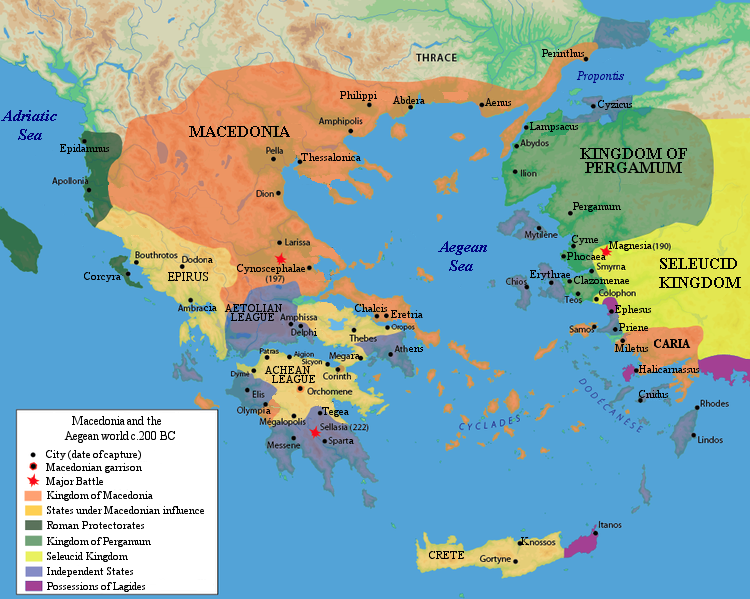
أراضي الإتحاد الأيتوليي في عام 200 ق.م.

كانت الاتحاد الأيتوليي (الذي يمكن ترجمته أيضًا في بعض الأحيان بـ الرابطة الإيتولية) اتحادًا للمجتمعات والمدن القبلية في اليونان القديمة متركزاً في أيتوليا في وسط اليونان. وقد تم تأسيسه، ربما خلال الحقبة الهلنستية المبكرة، مضاداً لـ مقدونيا واتحاد آخاين. و تم عقد اجتماعان سنوياً في ثيرميكا (Thermos (Aetolia)) وبانيتيوليكا. احتلت دلفي من عام 290 ق.م واكتسبت الأرض بشكل مطرد حتى قبل نهاية القرن الثالث قبل الميلا ، سيطرت على كل وسط اليونان خارج أتيكا وبيوتيا. في ذروتها ، شملت أراضي الرابطة لوكريس (Locris)، ماليس (Malians (Greek tribe))، دوبليس، وهي جزء من ثيساليا، و فوكيس، و أكارنانيا. في الجزء الأخير من قوتها، انضمت بعض مدن المدن اليونانية إلى الاتحاد الأيتوليي مثل المدن الأركادية في مانتينيا، وتاجيا، و فيجيليا (Figaleia) و كيدونيا على كريت.